# 伊万·波格丹
伊万·波格丹（羅馬尼亞語：Ioan Bogdan，1915年3月6日—1992年7月10日），罗马尼亚男子足球运动员，司职前锋。他曾代表罗马尼亚国家队参加1938年国际足联世界杯，结果队伍止步十六强。